# USS LST-680
O USS LST-680 foi um navio de guerra norte-americano da classe LST que operou durante a Segunda Guerra Mundial.